# Mario Palanti
Mario Palanti (Milán, 20 de septiembre de 1885 - Milán, 4 de septiembre de 1978) fue un arquitecto y pintor italiano. Comenzó su formación artística en 1905 cuando estudió pintura en la Academia de Brera, para después graduarse de arquitecto en la Escuela de Arquitectura del Politécnico de Milán. 
Llegado a la Argentina en 1909, trabajó primero en el estudio de Arturo Prins y Oskar Razenhofer, para los cuales colaboró por ejemplo en el diseño de la nueva sede de la Facultad de Derecho, un icónico edificio del estilo neogótico. Entre sus primeros trabajos independientes se destacan por su singular decoración dos edificios, ambos en la Avenida Rivadavia y construidos en 1914: uno, por los dos atlantes que sostienen los balcones del segundo piso y el otro por su fachada conformada por tres robustos arcos de cuatro pisos de altura. Entre sus obras más importantes figura la construcción del Palacio Barolo, en la Ciudad de Buenos Aires y su edificio mellizo, el Palacio Salvo en la ciudad de Montevideo.
Entre otros trabajos se destacan el Hotel Castelar en la Avenida de Mayo, el edificio residencial de Avenida Santa Fe y Callao, el concesionario de Resta Hermanos con pista de pruebas en la azotea en la Avenida Figueroa Alcorta (transformado en edificio residencial por MSGSSS) y la casa matriz en Buenos Aires del Banco Francés e Italiano para la América del Sur (luego Banco Sudameris, actual Banco Patagonia).

## Obras destacadas[1]
- 1910: Intervención en el proyecto y en la construcción del Pabellón Italiano de la Exposición Ferroviaria del Centenario de la Revolución de Mayo.
- 1911: Trabaja en el estudio de los arquitectos A. Prins y G. Razenhofer. Intervención en el proyecto de la nueva Facultad de Derecho en colaboración con F. Gianotti.
- 1913: Residencia Costaguta.
- 1913: Casa de renta de F. Cassotana.
- 1914: Edificio de los Atlantes. Avenida Rivadavia 1916, Buenos Aires.
- 1914: Edificio de viviendas, propiedad de Bernardo Vila. Avenida Rivadavia 2625, Buenos Aires.
- 1914: Cine Presidente Roca. Avenida Rivadavia 3736, Buenos Aires.  (Demolido)
- 1915: Chalet propiedad de Alberto Grimoldi. Avenida Rivadavia 5050, Buenos Aires. (Demolido)
- 1919-1923: Palacio Barolo, propiedad de Luis Barolo. Avenida de Mayo de 1370, Buenos Aires.
- 1919-1924: Edificio de viviendas, propiedad de Juan Uboldi. Avenida Rivadavia 2450/60, Buenos Aires.
- 1919-1924: Palacio Comercial, propiedad de Emilio Valsechi. San José esq. Adolfo Alsina, Buenos Aires.
- 1919-1924: Casa Matriz del Banco Francés e Italiano para la América del Sur. Teniente General Perón esq. San Martín, Buenos Aires.
- 1920: Edificio de viviendas, propiedad de Andrés Rocatagliata. Avenida Santa Fe esq. Avenida Callao, Buenos Aires.
- 1921: Edificio de viviendas, propiedad de Andrés Rocatagliata. Avenida Santa Fe 1769/71, Buenos Aires.
- 1922: Residencia particular. Eduardo Costa 3079/99, Buenos Aires. (Asociado: Alguier)
- 1922: Palacio Salvo, propiedad de los hermanos Salvo. Avenida 18 de Julio entre Plaza Independencia y Andes, Montevideo.
- 1927: Tienda London París entre calles Av. 18 de Julio, Zorrilla de San Martín y Rincón. Paysandú, Uruguay
- 1927: Palacio Automotor, propiedad de Resta Hermanos. Avenida Figueroa Alcorta 3351, Buenos Aires.
- 1927-1928: Hotel Excelsior (actualmente Hotel Castelar). Avenida de Mayo 1142, Buenos Aires.

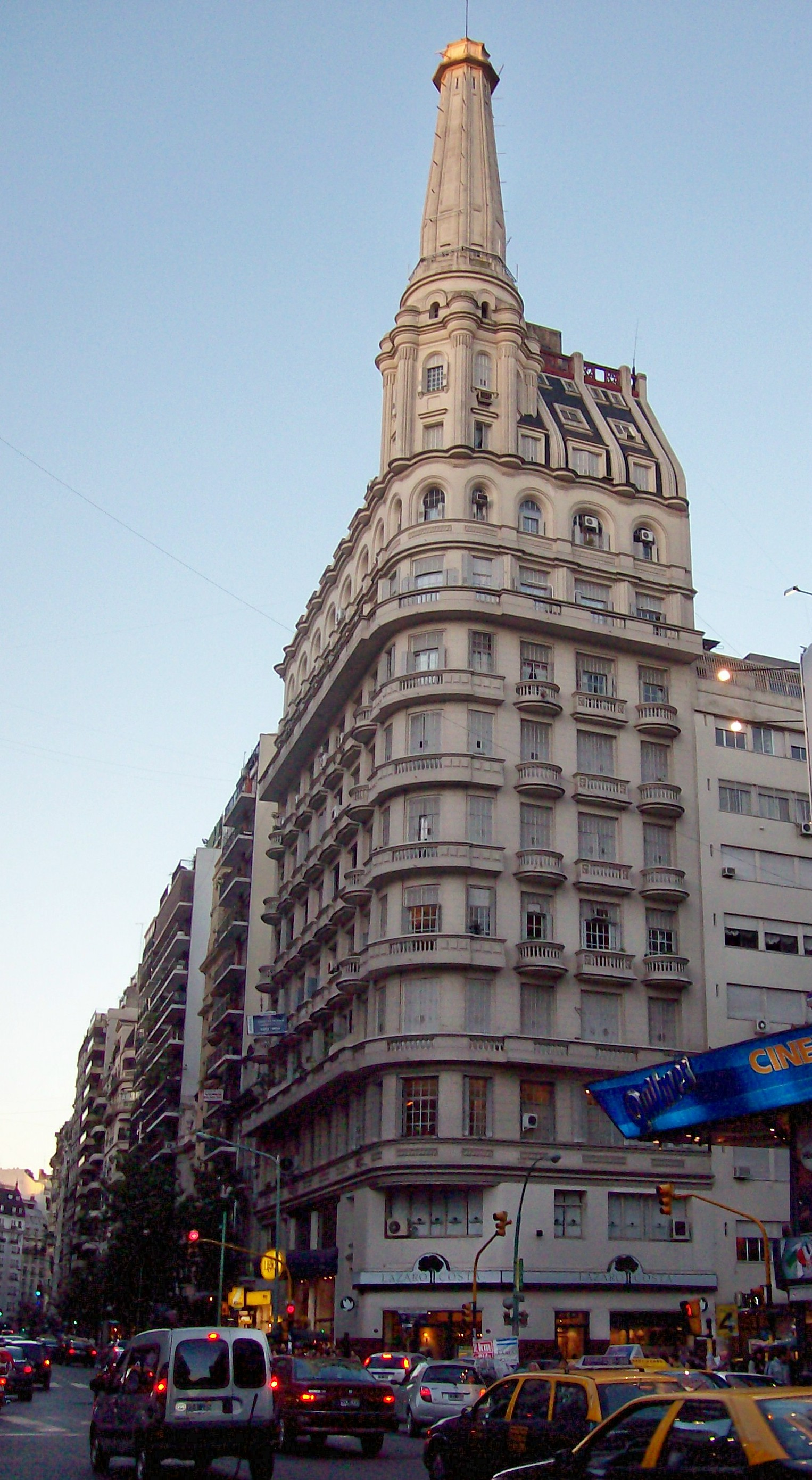
Edificio Roccatagliata, avda. Santa Fe y Av. Callao
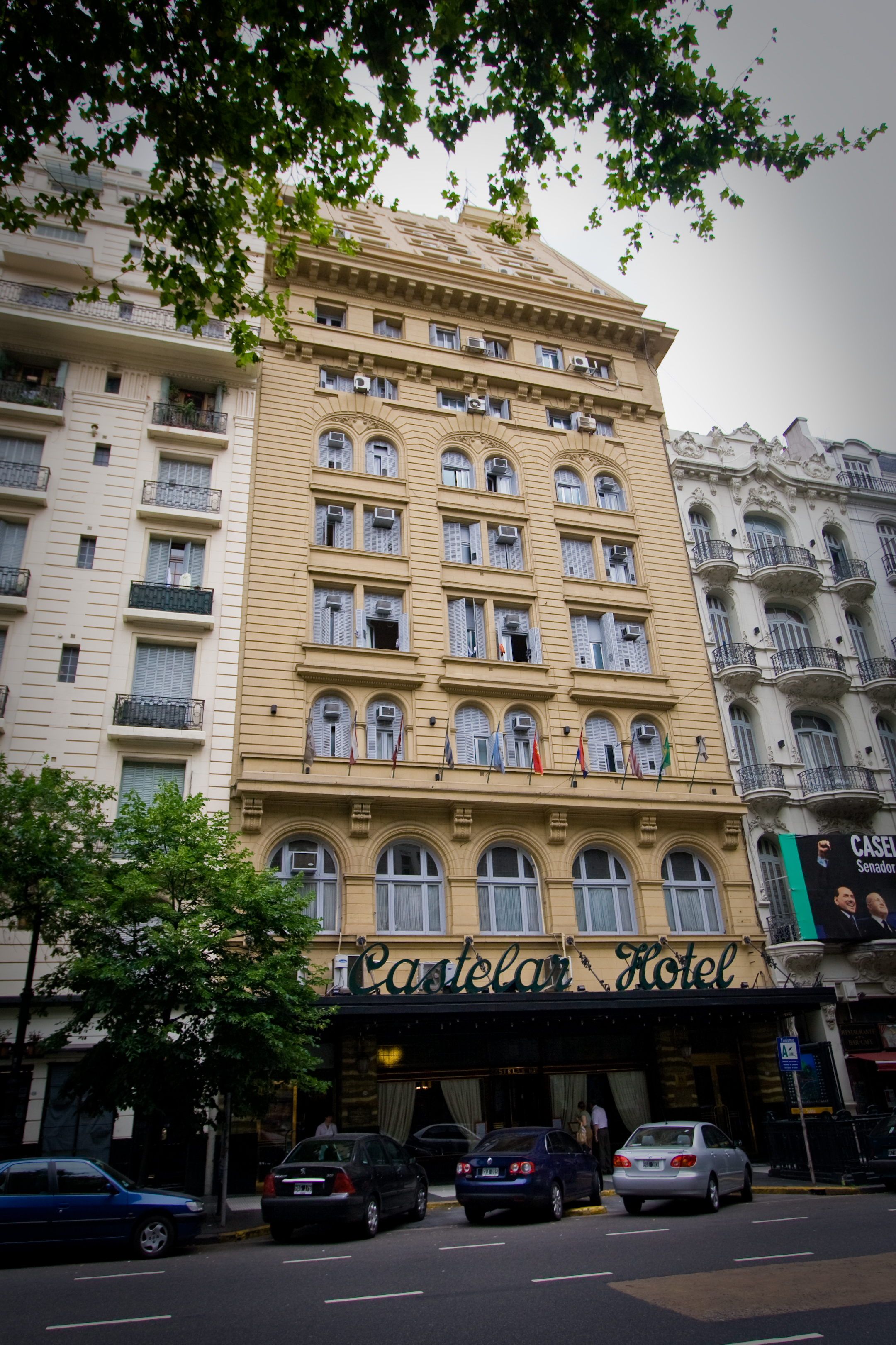
Hotel Excelsior (actualmente hotel Castelar) (1927-1928)
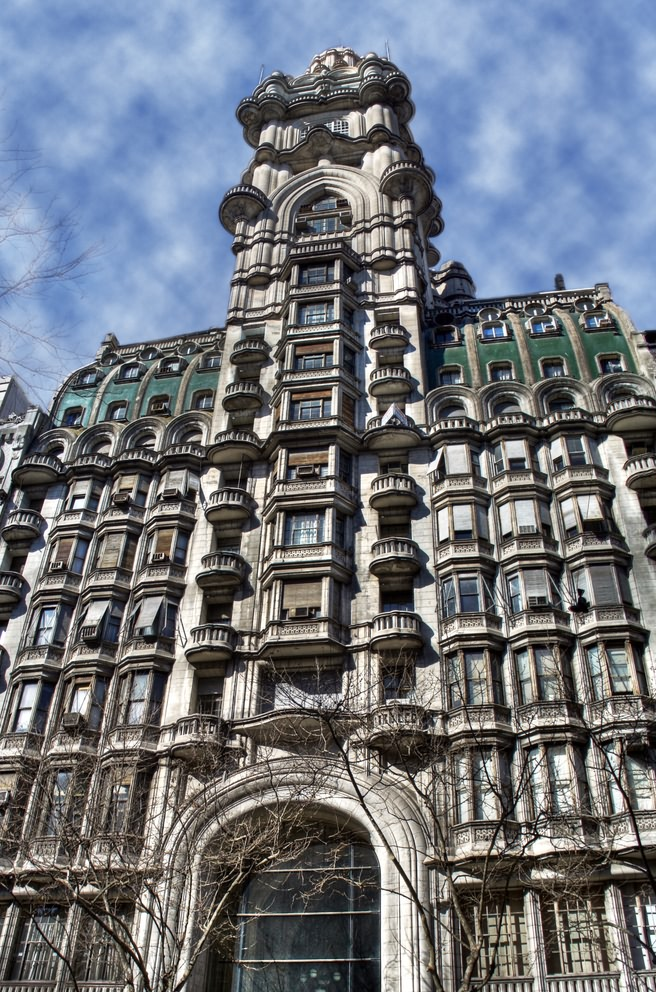
Palacio Barolo (1919-1923)
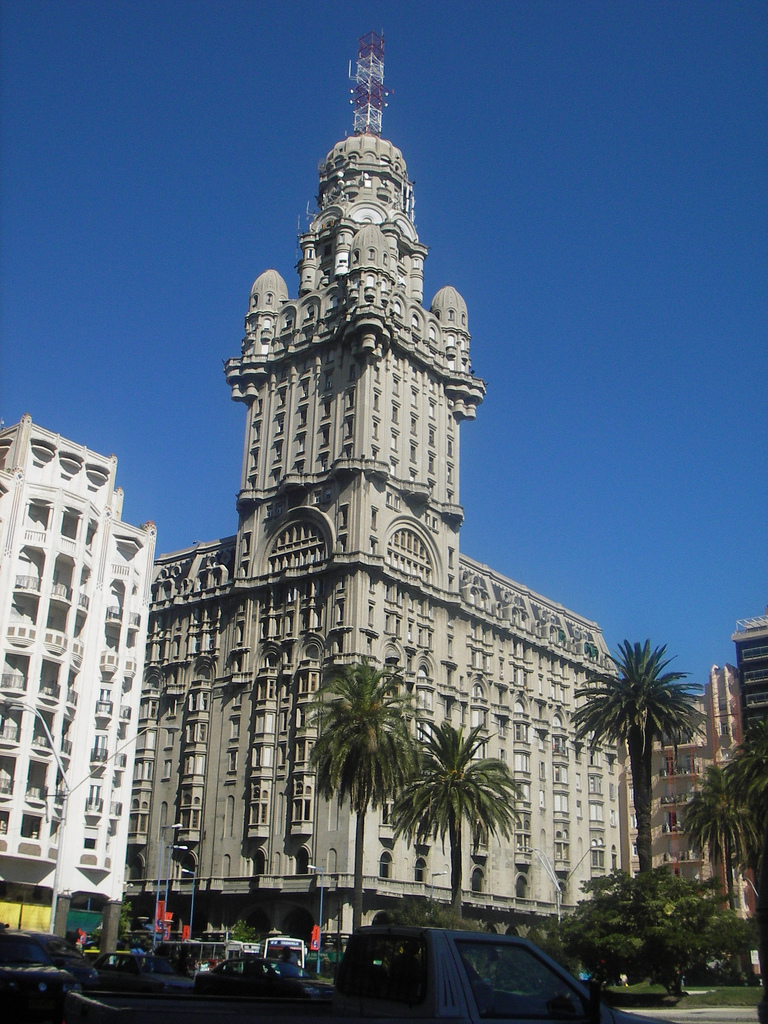
Palacio Salvo (1922)
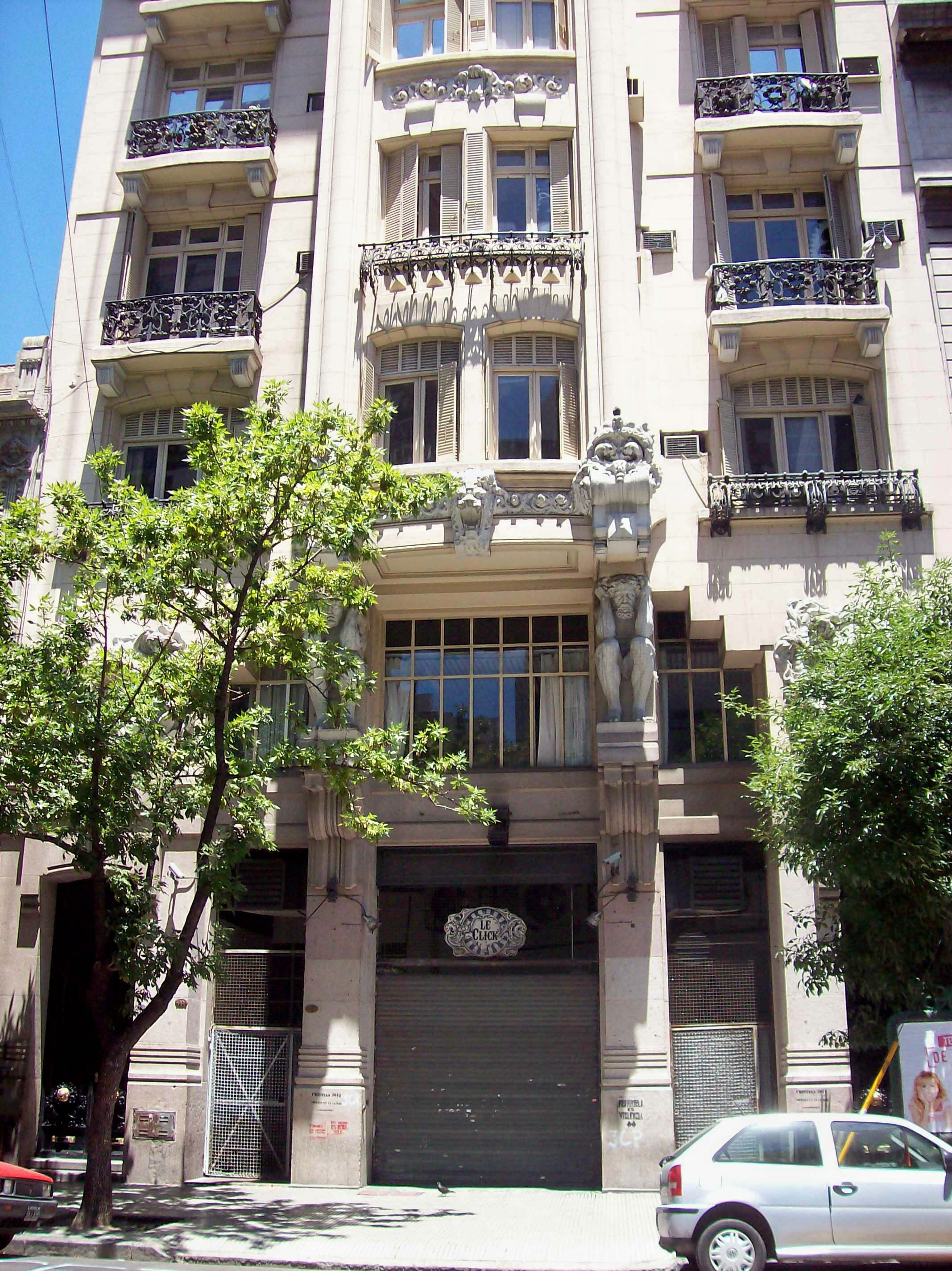
Edificio de los Atlantes (Rivadavia 1916)